# ایرما تورس
ایرما تورس (انگلیسی: Irma Torres; ۹ مارس ۱۹۲۶ – ۵ ژوئن ۲۰۱۰) بازیگر سینما و بازیگر تلویزیون اهل مکزیک بود.